# Johnny Rosenberg
Johnny Rosenberg (* 11. September 1977 in Eindhoven) ist ein niederländischer Jazzmusiker (Gesang, Rhythmusgitarre).

## Leben und Wirken
Rosenberg gehört zur musikalischen Sintifamilie Rosenberg; die Sologitarristen Stochelo und Mozes Rosenberg sind seine Cousins. Bereits in jungen Jahren begann er Gitarre zu spielen; zudem entwickelte er sich ab Ende der neunziger Jahre als Sänger.
Rosenberg begleitete zunächst seinen Neffen Jimmy Rosenberg (Sinti, 1996). 2006 und 2007 nahm er zwei Platten unter seinem eigenen Namen im Trio mit dem Sologitarristen Reppi Corvers und dem Bassisten Barthia Egtberts auf. Mit Mozes Rosenberg entstand das Album Vocamentals (2008).
Rosenberg tritt als Crooner und Rhythmusgitarrist weiterhin mit seinen Cousins Mozes Rosenberg und Sani van Mullem als The Rosenbergs auf, mit denen er sowohl Gypsy-Jazz als auch Coverversionen Frank Sinatras und von Michael Bublé interpretiert (Album Obsession 2010 noch unter dem Namen Rosenberg van Mullem Trio). Mit dem Rosenberg Trio ist er auf dem Album La Familia (2015) zu hören. Auch tritt er im Duo mit Sänger Peter Douglas auf (Swing Is the Thing).